# Ritratto del cardinale Guido Bentivoglio
Il ritratto del cardinale Guido Bentivoglio è un dipinto a olio su tela (195x147 cm) di Antoon van Dyck, databile al 1623 circa e conservato nella Galleria Palatina di Firenze.

## Storia
L'opera venne realizzata durante il soggiorno dell'artista a Roma, mentre compiva il tradizionale viaggio formativo in Italia. La scelta sul giovane pittore straniero cadde sicuramente per il legame del cardinale Bentivoglio con le Fiandre, di cui aveva descritto le guerre in tutt'oggi famoso resoconto. Il dipinto godette subito di una straordinaria popolarità, venendo definito "il più bello, non ha fatto altro dopo che lo possa superare"; Joshua Reynolds ne diede un vivido giudizio tecnico "poiché van Dick si trovava obbligato a servirsi del colore cremisi per questo ritratto famoso [cioè per la veste cardinalizia], ha collocato nel fondo un panneggio dello stesso colore e ha ripreso il bianco per una lettera poggiata sulla tavola e per il mazzo di fiori che ha voluto introdurre per creare lo stesso effetto sulla tavola"
Un discendente dei Bentivoglio regalò poi il dipinto a Ferdinando II de' Medici nel 1653 e da allora compare negli inventari, prima alla Guardaroba medicea, poi nella Tribuna degli Uffizi, poi a Palazzo Pitti, nell'appartamento del gran principe Ferdinando.

## Descrizione e stile
L'opera è stata definita come una "straordinaria sinfonia di rossi", capolavor che chiude il soggiorno italiano dell'artista. Il cardinale, nella sua età di piena maturità, è ritratto a figura intera, seduto e a grandezza naturale, con un'attitudine che, tramite misurati ma incisivi gesti e sguardi, sembra dominare l'ambiente circostante. Il volto, ruotato verso destra, ha tratti nobili ed eleganti, le vesti raffinatissime, con una pennellata che si fa ora spedita ora minuziosa per rendere gli effetti materici (della veste, del merletto bianco...), con una raffinata posa delle mani che reggono una lettera in grembo. Fini sono le componenti psicologiche.
Nello sfondo si vede una stanza con libri e altri oggetti e suppelletilli, nonché una tenda rosso scuro che sta scostata in modo da creare una sorta di apparizione teatrale, all'insegna della massima imponenza della figura.